# Papanduva
Papanduva este un oraș în Santa Catarina (SC), Brazilia.